# Economia da Ásia
A Economia da Ásia compreende a mais de 4.4 bilhões de pessoas (60% da população mundial) vivendo em 49 diferentes nações. Seis nações estão parcialmente no continente asiático, porém, são considerados em outra região econômica e política como exemplos Rússia e Turquia. A Ásia é o continente com maior crescimento econômico do mundo atualmente, China e Índia respectivamente são os dois maiores atualmente. Ademais, a Ásia é o principal local dos mais recentes booms econômicos: o Milagre econômico japonês de (1950–1990), Milagre do rio Han (1961–1996) na Coreia do Sul e o Boom econômico da China de (1978–2013)

## PIBs Asiáticos
| País           | PIB nominal (milhôes de $) | Ranking mundial |
| -------------- | -------------------------- | --------------- |
| China          | 8,227,037                  | 2               |
| Japão          | 5,963,969                  | 3               |
| Rússia         | 2,021,960                  | 8               |
| Índia          | 1,824,832                  | 10              |
| Coreia do Sul  | 1,155,872                  | 15              |
| Indonésia      | 878,198                    | 16              |
| Turquia        | 794,468                    | 17              |
| Arábia Saudita | 727,307                    | 19              |
| Irão           | 548,895                    | 25              |